# Susješno
Susješno je naseljeno mjesto u općini Foči, Republika Srpska, BiH. Nalazi se na lijevoj obali Drine, sjeverno od Gradca, nasuprot Foče i Prevraća. Kraj Susješnog, sa sjeverne strane teče Susješni potok.
Susješno je 1962. povećano pripajanjem naselja Gornjih Brda (Sl.list NRBiH, br.47/62).

## Stanovništvo
| Narod     | Popis 1961. | Popis 1971. | Popis 1981. | Popis 1991. |
| --------- | ----------- | ----------- | ----------- | ----------- |
| Hrvati    |             | 2           | 2           | 1           |
| Muslimani | 275         | 271         | 259         | 255         |
| Srbi      | 45          | 151         | 120         | 105         |
| ostali    |             | 3           | 2           |             |
| Ukupno    | 323         | 426         | 383         | 361         |